# Chokri Zaalani
Chokri Zaalani, né le 9 octobre 1980, est un footballeur international tunisien évoluant au poste de défenseur avec l'Avenir sportif de La Marsa. Il mesure 1,82 m pour 78 kg.
Il est formé au Club africain de Tunis, avec qui il évolue pendant dix saisons consécutives à partir de 1998 : son premier match avec la première équipe a lieu le 21 février 1998 contre le Club sportif sfaxien.
Son frère Heithem Zaalani évolue également au sein du championnat tunisien.

## Clubs
- 1998-juillet 2008 : Club africain (Tunisie)
- juillet 2008-janvier 2009 : Sogndal Fotball (Norvège)
- janvier 2009-2010 : El Gawafel sportives de Gafsa (Tunisie)
- 2010-2011 : Avenir sportif de La Marsa (Tunisie)

## Sélection
Il dispute cinq matchs avec l'équipe nationale cadette, quatre avec l'équipe junior et trente avec l'équipe olympique ; il en dispute dix en équipe nationale A, dont trois en tant que titulaire, contre le Sénégal, la Suède, l'Égypte, le Ghana, le Cameroun, la Guinée et l'Afrique du Sud.

## Palmarès
- Vainqueur du championnat de Tunisie : 2008
- Vainqueur de la coupe de Tunisie : 1998, 2000
- Médaille d'or aux Jeux méditerranéens : 2001